# Durazno FC
Asociación Atlética Durazno Fútbol Club, zwany AA Durazno FC lub po prostu Durazno – urugwajski klub piłkarski z siedzibą w mieście Durazno.

## Historia
Klub założony został 22 listopada 2005 roku w wyniku fuzji miejscowych klubów: Central, Juvenil, Nacional, Molles oraz Rampla. Obecnie występuje w drugiej lidze urugwajskiej Segunda división uruguaya.